# Acontia catenula
Acontia catenula là một loài bướm đêm trong họ Noctuidae.